# Gonzalo Moro
Gonzalo Moro (? – 1427) fue un político, militar y jurista castellano. 

## Biografía
En 1394, el rey Enrique III de Castilla le nombró corregidor de Vizcaya y Guipúzcoa. Fue oidor de la audiencia y veedor de Las Encartaciones y de Guipúzcoa. En 1402, el rey también le nombró alcalde de Bilbao. Se doctoró en derecho por la Universidad de Zaragoza en 1406.
Su principal tarea política fue acabar con las guerras de bandos y para conseguirlo buscó la pacificación revisando los cuadernos de hermandad que recopilaban las leyes tradicionales. En 1394 redactó el fuero de Las Encartaciones y presidió la reunión de las Juntas de Guipúzcoa en Guetaria que concluyeron la aprobación de las Ordenanzas de la Hermandad de la provincia.
Estos esfuerzos puramente legales no fueron suficientes para traer la paz, así que también utilizó la violencia expeditiva. El viejo proverbio vizcaíno dice de él:

Gonzalo Moro tati, tati,

Gaxtoa gaxtigaetan daki
Gonzalo Moro, tate, tate, 
sabe castigar al malo.

En 1417, durante el reinado de Juan II de Castilla, dirigió la armada vizcaína contra los labortanos y los ingleses.
Como corregidor del señorío de Vizcaya, levantó la ermita de Santa María de la Antigua de Guernica, en la que se celebraban las juntas generales, así como un hospital anexo. El edificio se mantuvo en pie hasta 1828, cuando se derribó para levantar el actual. En dicha ermita fue enterrado cuando murió en 1427. Estuvo casado con María Ortiz de Ibargüen.